# 15258 Алфіліпенко
15258 Алфіліпенко (1990 RN17, 1998 BJ11, 15258 Alfilipenko) — астероїд головного поясу, відкритий 15 вересня 1990 року.
Тіссеранів параметр щодо Юпітера — 3,152.